# Lexus ES
De Lexus ES is een sedan uit de hogere middenklasse van Lexus, de luxedivisie van Toyota. De Lexus ES was tot 2018 exclusief in Noord-Amerika verkrijgbaar, waar deze concurreert met de Lexus GS. De zevende generatie Lexus ES (2018) vervangt de Lexus GS in Europa (deze blijft in Noord-Amerika wel verkrijgbaar).

## Zevende generatie: XZ10
De huidige generatie omvat de volgende modellen:
- ES 350 (GSZ10): 2018-heden
- ES 300h: 2018-heden
- ES 260: 2018-heden
- ES 250: 2018-heden
- ES 200: 2018-heden

## Zesde generatie: XV60
De zesde generatie omvat de volgende modellen:
- ES 350 (GSV60): 2012-2018
- ES 300h (AVV60): 2012-2018
- ES 250: 2012-2018
- ES 200: 2015-2018

## Vijfde generatie: XV40
De vijfde generatie omvat de volgende modellen:
- ES 350 (GSV40): 2007-2012
- ES 240 (ACV40): 2009-2012

## Vierde generatie: XV30
De vierde generatie omvat de volgende modellen:
- ES 300 (MCV30): 2002 - 2006
- ES 330 (MCV31): 2006

## Derde generatie: XV20
De derde generatie omvat de volgende modellen:
- ES 300 (MCV20): 1997 - 2001

## Tweede generatie: XV10
De tweede generatie omvat de volgende modellen:
- ES 300 (VCV10/MCV10): 1992 - 1996

## Eerste generatie: V20
De eerste generatie omvat de volgende modellen:
- ES 250 (VZV21): 1990 - 1991

De eerste generatie Lexus ES was gebaseerd op de Toyota Camry. De Lexus ES werd tegelijkertijd gelanceerd met de Lexus LS in 1989.
Leverbaar in Nederland en België: ES · LC · LS · NX · RX · RZ · UX

Alleen leverbaar buiten Nederland en België : CT · GX · IS · LM · LX · RC

Niet meer leverbaar: GS · HS · LFA · SC